# Frans De Beul
Pour les articles homonymes, voir De Beul.
Frans De Beul, né à Termonde le 22 juin 1849 et mort à Schaerbeek le 13 avril 1919, est un peintre belge. 
Son champ pictural, oscillant entre réalisme et impressionnisme, couvre essentiellement les représentations animalières dans des paysages de la Campine.

## Biographie

### Entourage familial
Frans (Franciscus) De Beul, né à Termonde le 25 octobre 1845, est le quatrième des dix enfants d'Édouard Conrad De Beul (1815-1871), marchand de tableaux, et de Florentine Jeanne Goethals (1821-1900), tous deux natifs de Termonde, où ils se sont mariés le 28 mars 1840. Frans De Beul a deux frères artistes peintres : Laurent De Beul (1841-1872) et Henri De Beul (1845-1900). 
Frans De Beul épouse à Saint-Josse-ten-Noode, le 7 juin 1873 Jeanne Callewaert (1850), tailleuse native de Molenbeek-Saint-Jean, dont il a trois fils : Julien (1868- ?), Armand (1874-1940), tous deux artistes peintres, et Oscar (1881-1929), sculpteur.

### Formation
Frans De Beul étudie à l'Académie de Termonde, puis, à partir de 1861 à l'Académie royale des beaux-arts de Bruxelles,.

### Carrière
Frans De Beul participe régulièrement à des salons d'art dans des villes de Belgique, et expose également lors d'événements artistiques internationaux à Lyon, Reims, Berlin, Chicago, Dresde, Londres, New York, Munich, Paris et San Francisco. En 1888, il entreprend un voyage à travers la Russie, qui inspire certaines de ses œuvres, mais sa région de prédilection est la Campine, où l'artiste laborieux se rend annuellement, durant plusieurs mois dans les plaines de Turnhout et les marais de Genk,.
Frans De Beul meurt, à l'âge de 69 ans, le 13 avril 1919 à Schaerbeek.

## Œuvres

### Caractéristiques
Son champ pictural, oscillant entre réalisme et impressionniste, couvre essentiellement les représentations animalières, les scènes de moisson, les intérieurs d'étable, les troupeaux de moutons et de vaches, souvent mis en scène dans des paysages de la Campine. Il est influencé par le peintre français Charles Jacque, de l'École de Barbizon, avec lequel il devient ami et qui le conseille au début de sa carrière. Il produit de nombreux tableaux destinés au commerce artistique, mais ses tableaux demeurent fins et distingués et l'artiste, dans une même toile est capable de se montrer à la fois animalier et paysagiste. Selon Octave Maus, il est considéré comme un des pionniers de l'École de Termonde.

### Expositions
- Salon de Bruxelles de 1872 : Moutons rentrant à l'étable[9].
- Salon d'Anvers de 1873 : Vaches au bord de l'Escaut[10].
- Salon de Gand (XXIX) de 1874 : Intérieur de forêt à Virettes, Hainaut, Paysage à Anseremme, La Meuse près de Dinant et Vue prise à Neffle par temps pluvieux[11].
- Salon d'Anvers de 1876 : Vaches devant la barrière[12].
- Salon de Gand (XXXII) de 1883 : Troupeau de moutons[13].
- Salon de Bruxelles de 1884 : Moutons au pâturage[14].
- Exposition des beaux-arts d'Anvers en 1885 : Le Lien rompu[15].
- Salon de Gand (XXXIII) de 1886 : Dans la prairie et Vaches au bord de l'Escaut[16].
- Salon d'Anvers de 1888 : Animaux et Vaches dans la prairie[17].
- Salon des artistes français de 1890 : Matinée de novembre en Campine limbourgeoise[18].
- Exposition conjointe avec Herman Richir au Cercle artistique de Bruxelles en décembre 1890 : L'Express, Les Chevaux, Intérieur de bergerie, La Djigitovka, Rentrée tardive, Les Oies, Troupeau de moutons dans les bruyères, …[5].
- Salon des artistes français de 1891 : Lisière de bois en Campine[19].
- Salon d'Anvers de 1891 : Lisière de bois en Campine et Vache blanche[20].
- Salon de Gand (XXXV) de 1892 : Après une bonne pâture[21].
- Exposition universelle de 1893 à Chicago : Retour à l'étable en Campine[22].
- Salon de Gand (XXXVI) de 1895 : Matinée de novembre[23].
- Exposition des beaux-arts à Lille en 1896 : seconde médaille[24].
- Salon des artistes français de 1899 : Le Vieux berger[25].
- Salon des artistes français de 1900 : L'Arrivée du troupeau[26].
- Exposition Frans De Beul au Cercle artistique de Bruxelles en mai 1901[27].
- Salon de la Société des beaux-arts de Bruxelles en 1903 : Au bord de la Dyle[7].
- Exposition du cercle artistique de Termonde en 1907[28].
- Salon des artistes français de 1908 : Dans les prés salés[29].

### Galerie d'œuvres

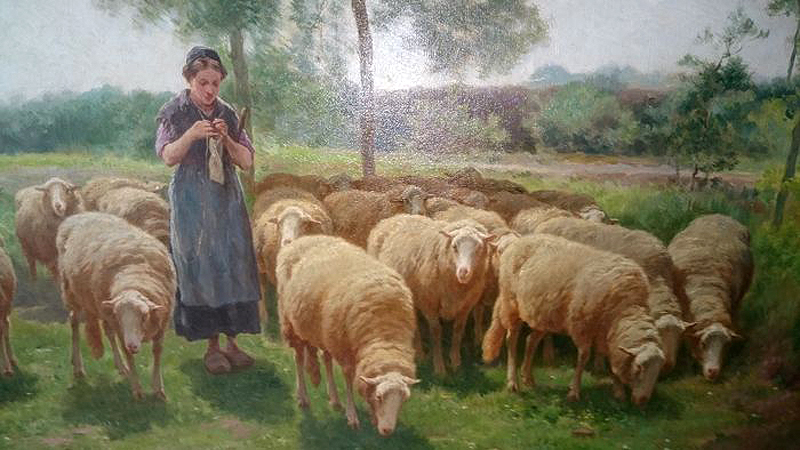
Moutons et bergère..
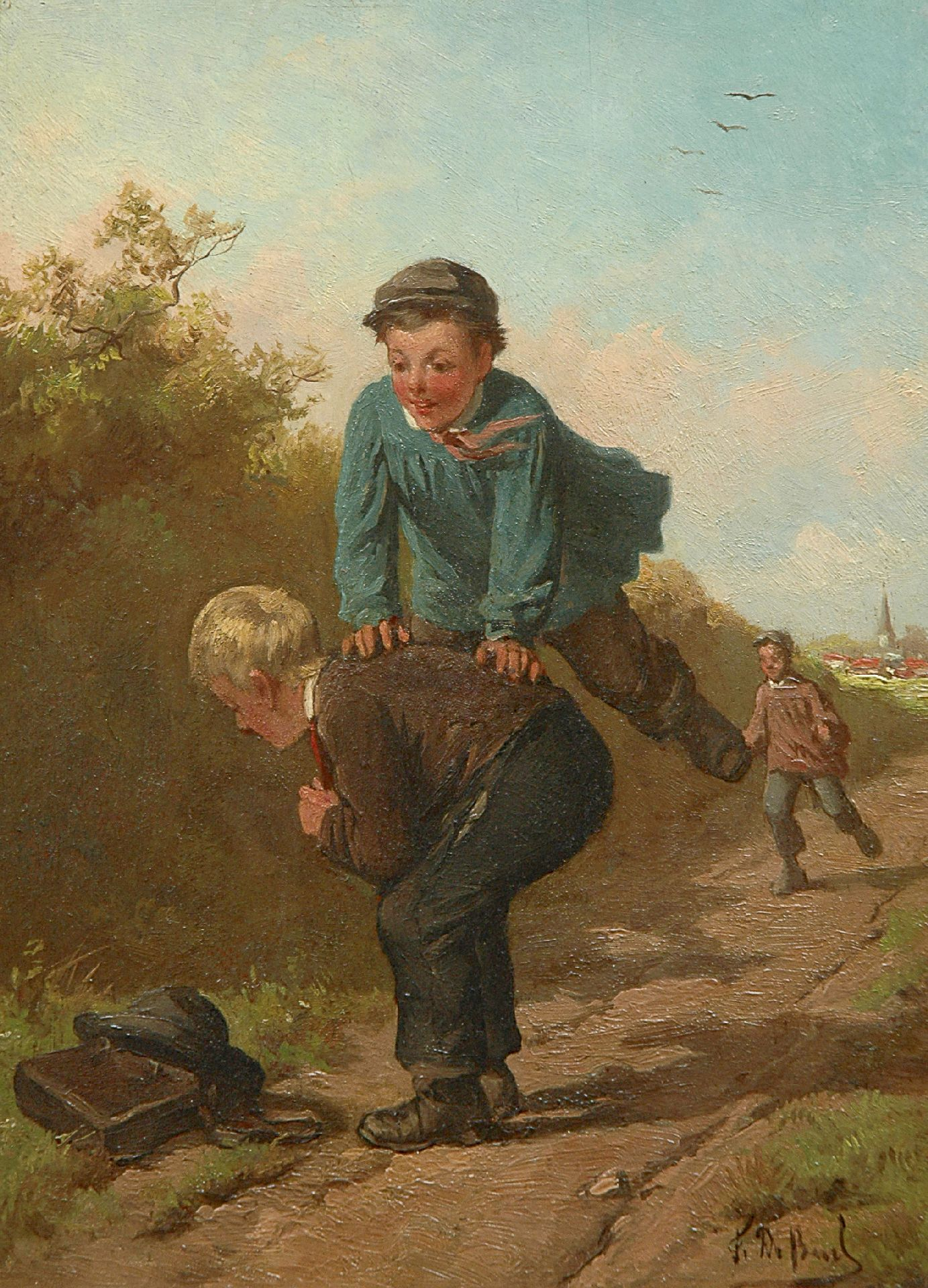
Jeu à saute-mouton..
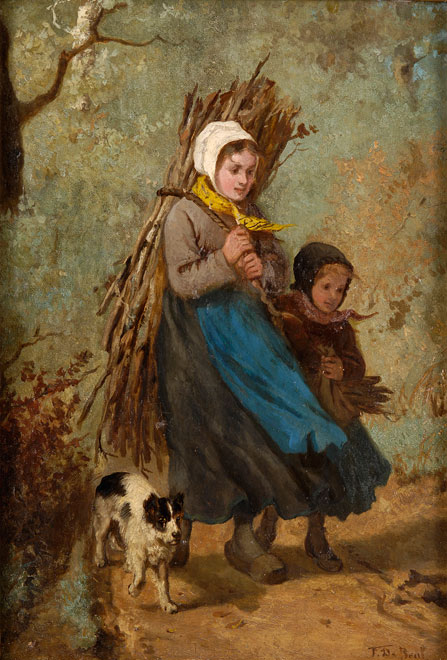
Les Petites ramasseuses de broussailles..